# Francisco Javier García Pimienta
Francisco Javier García Pimienta, né à le 3 août 1974 à Barcelone (Catalogne, Espagne), est un footballeur espagnol reconverti en entraîneur. Il jouait au poste d'ailier gauche avec notamment le FC Barcelone et le CF Extremadura. Il entraîne l'UD Las Palmas de 2022 à 2024 avant de rejoindre le Séville FC.

## Biographie

### Joueur
Formé à partir de 1986 à La Masia, le centre de formation du FC Barcelone, García Pimienta fait partie de la "Quinta del Mini" avec des joueurs tels que Iván de la Peña, Albert Celades, Toni Velamazán ou Roger García Junyent. Ils obtiennent un doublé Championnat-Coupe historique avec l'équipe des moins de 19 ans du FC Barcelone lors de la saison 1993-1994. 
En 1994, après quelques matchs avec le FC Barcelone C, García Pimienta intègre les rangs du FC Barcelone B qui joue en deuxième division espagnole. Il joue avec le Barça B jusqu'en 1996.
L'entraîneur Carles Rexach fait débuter García Pimienta en première division le 26 mai 1996 lors de la dernière journée du championnat face au Deportivo La Corogne. Il joue 68 minutes avant d'être remplacé par un autre débutant, Josep Setvalls.
En 1996, afin qu'il puisse continuer sa progression, il est prêté au CF Extremadura qui vient de monter en première division. Il débute avec Extremadura le 1er septembre 1996 face à l'Hércules d'Alicante. Trois mois après, il se fracture le tibia lors d'un entraînement ce qui le laisse indisponible pour le reste de la saison.
En 1997, García Pimienta retourne au FC Barcelone B jusqu'en 1998. Il est ensuite prêté pendant quatre mois à l'UE Figueres. En 1999, il quitte le FC Barcelone pour rejoindre le CE L'Hospitalet où il reste jusqu'en 2003. Il joue ensuite une saison avec l'UE Sant Andreu puis il met un terme à sa carrière de joueur en 2004.

#### Équipe nationale
García Pimienta est sélectionné à quatre reprises avec l'Équipe d'Espagne des moins de 16 ans.

### Entraîneur
En 2007, García Pimienta rejoint le football formateur du FC Barcelone en tant qu'entraîneur. Il prend en charge une des équipes de cadets.
En 2008, il prend les rênes de l'équipe des juniors B avec qui il est champion d'Espagne. En 2009, il devient entraîneur des juniors A avec qui il gagne le championnat. En 2010, il reprend les cadets A remportant de nouveau le championnat. Il a Ramón Ros comme assistant. En 2011, il est entraîneur des juniors B.
García Pimienta entraîne des joueurs tels que Thiago Alcántara, Marc Bartra, Sergi Roberto, Martín Montoya, Cristian Tello, Isaac Cuenca, Oriol Romeu, Martí Riverola ou Marc Muniesa. 
García Pimienta est une référence dans le football de base du Barça car les équipes de jeunes qu'il entraîne jouent d'une manière très similaire à l'équipe première de Pep Guardiola.
En février 2015, il devient entraîneur des juniors A du FC Barcelone à la place de Jordi Vinyals.
En juillet 2015, il devient l'assistant du nouvel entraîneur du FC Barcelone B, Gerard López.
En 2017, il devient entraîneur des juniors A du Barça avec qui il remporte l'UEFA Youth League en 2018.
Le 25 avril 2018, il est nommé entraîneur du FC Barcelone B à la suite du limogeage de Gerard López. Il est démis de ses fonctions le 11 juin 2021, n'étant pas parvenu à faire monter l'équipe en deuxième division. Il est remplacé par Sergi Barjuan.